# Anelace
Anelace (též anulace) jsou chemické reakce vytvářející nové kruhy.
Příklady těchto reakcí mohou být Robinsonova anelace, Danheiserova anelace a cykloadice. Anulární molekuly, například heliceny a aceny, se vytváří kondenzacemi cyklických částí. Při transanelacích se připravují bicyklické molekuly z velkých monocyklů vnitromolekulárními reakcemi vytvářejícími vazby uhlík-uhlík; příkladem je keton-alkenová cyklizace 5-methylencyklooktanonu, katalyzovaná jodidem samarnatým, probíhající přes ketylový meziprodukt:

## Benzanelace
Jako benzanelované se označují cyklické molekuly (obvykle aromatické) spojené s benzenovými kruhy, například:
| Benzanelovaná sloučenina | Zdroj cyklu |
| ------------------------ | ----------- |
| Benzopyren               | Pyren       |
| Chinolin                 | Pyridin     |
| Isochinolin              | Pyridin     |
| Chromen                  | Pyran       |
| Isochromen               | Pyran       |
| Indol                    | Pyrrol      |
| Isoindol                 | Pyrrol      |
| Benzofuran               | Furan       |
| Isobenzofuran            | Furan       |
| Benzimidazol             | Imidazol    |

Jako benzanelační se označují reakce vytvářející benzenové kruhy z acyklických látek.

Protonace Verkadeovy zásady spouští transanelační reakci vytvářející atran.

## Transanelární interakce
Trananelární interakce jsou nevazebné interakce mezi funkčními skupinami velkých kruhů.